# Gdybyś mnie teraz zobaczył
Gdybyś mnie teraz zobaczył (If You Could See Me Now) – trzecia po PS. Kocham cię oraz Na końcu tęczy powieść irlandzkiej pisarki Cecelii Ahern.

## Fabuła
Główna bohaterka, Elizabeth Egan, jest zorganizowaną i odpowiedzialną osobą, skupioną na pracy i opiece nad Lukiem, synem jej borykającej się z nałogami i osobistymi kłopotami siostry Saoirse. Elizabeth łączą z siostrzeńcem dobre relacje, ale brak w nich ciepła i prawdziwej miłości. Nic dziwnego, że Luke wymyśla sobie "niewidzialnego przyjaciela", co Elizabeth akceptuje jako typowo dziecięcą fantazję.
Wkrótce w życiu Elizabeth pojawia się Ivan, tajemniczy, spontaniczny i radosny mężczyzna, który znakomicie dogaduje się z Lukiem. Relacja z Ivanem otwiera Elizabeth na nowe doświadczenia i emocje.

## Bohaterowie
- Elizabeth Egan - główna bohaterka powieści.
- Ivan - przyjaciel Luke'a.
- Luke - syn Saoirse i siostrzeniec Elizabeth, która go wychowuje.
- Saoirse - młodsza siostra Elizabeth, matka Luke’a.
- Opal - szefowa Ivana.